# ソウル市立大学校
ソウル市立大学校（ソウルしりつだいがっこう、朝鮮語: 서울시립대학교、英語: University of Seoul）は、大韓民国のソウル特別市東大門区にある公立大学。略称はソ市大、市立大、UOS。
テレビドラマ「夏の香り」のロケ地として知られている。

## 沿革

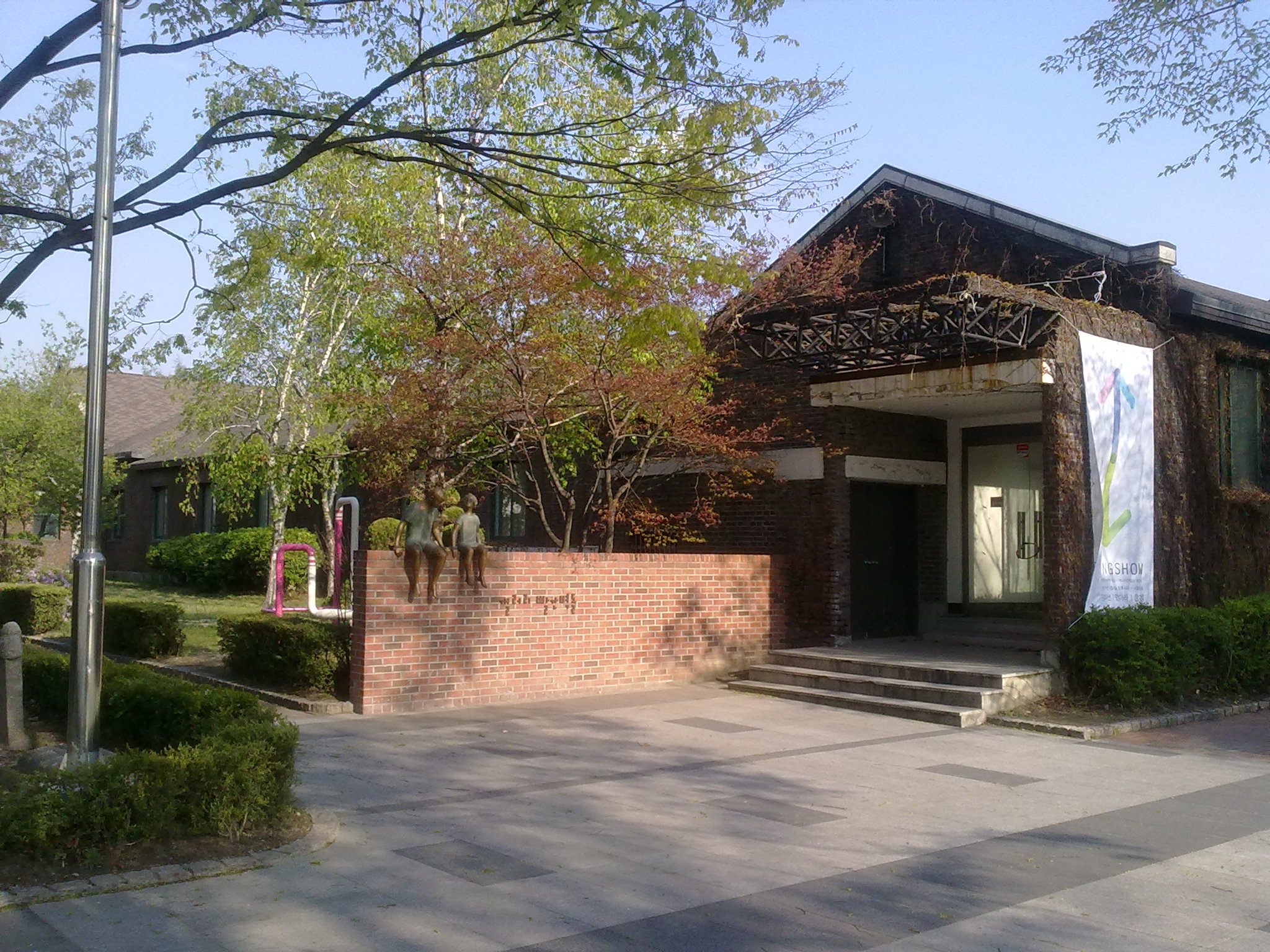
京農館（現在は博物館）

- 1918年5月1日 - 京城公立農業学校として開校。
- 1937年4月 - 現在の典農洞キャンパスの位置に移転。
- 1950年6月 - ソウル農業初級大学設立認可。朝鮮戦争勃発により一時休校。
- 1954年4月 - 2年制のソウル農業初級大学が開学。
- 1956年3月 - 4年制単科大学のソウル農業大学に改組。
- 1974年3月 - ソウル産業大学に改組。
- 1975年1月 - ソウル市教育委員会からソウル特別市に移管。
- 1981年10月 - ソウル市立大学と改称（英語名は「Seoul City University」）、大学院を設置。
- 1982年3月 - 都市行政大学院を設置。
- 1987年 - 旧教育法により総合大学化し、ソウル市立大学校と改称 （4単科大学、22学科）。
- 1997年7月 - 英語名を「The University of Seoul」に変更。
- 1998年 - 都市科学研究院を設置。

## 学部
- 政経大学
  - 行政学科
  - 国際関係学科
  - 社会福祉学科
  - 経済学部
  - 税務学科
  - 法学部
- 経営大学
  - 経営学部
- 工科大学
  - 電子電気コンピュータ工学部
  - 化学工学科
  - 機械情報工学科
  - 新素材工学科
  - 土木工学科
  - コンピュータ科学部
- 人文大学
  - 英語英文学科
  - 国語国文学科
  - 国史学科
  - 哲学学科
  - 中國語文化學科
- 自然科学大学
  - 環境園芸学科
  - 統計学科
  - 数学科
  - 物理学科
  - 生命科学科
- 都市科学大学
  - 建築学部
    - 建築工学専攻
    - 建築学専攻（5年制）

  - 都市工学科
  - 交通工学科
  - 造景学科
  - 都市行政学科
  - 都市社会学科
  - 空間情報工学科
  - 環境工学部
- 芸術体育大学
  - 音楽学科
  - 産業デザイン学科
  - 環境彫刻学科
  - スポーツ科学科

## 大学院
- 一般大学院 （일반대학원）
- 税務大学院 （세무대학원）
- デザイン大学院 （디자인대학원）
- 法学専門大学院 （법학전문대학원)
- 都市科学大学院 （도시과학대학원）
- 経営大学院 （경영대학원）
- 科学技術大学院 （과학기술대학원)
- 教育大学院 （교육대학원）
- 国際都市科学大学院 （국제도시과학대학원)

## 研究所
- 都市科学研究院 （도시과학연구원）
- 産業経営研究所 （산업경영연구소）
- 法律行政研究所 （법률행정연구소）
- 人文科学研究所 （인문과학연구소）
- 産業技術研究所 （산업기술연구소）
- 情報技術研究所 （정보기술연구소）
- ソウル学研究所 （서울학연구소）
- 都市防災安全研究所 （도시방재안전연구소）
- 反腐敗システム研究所 （반부패시스템연구소）
- 電子政府研究所 （전자정부연구소）
- 地方税研究所 （지방세연구소）
- 量子情報処理研究団 （양자정보처리연구단）

## 日本の協定校
- 北海道大学
- 福島大学
- 会津大学
- 神田外語大学
- 千葉大学
- 和洋女子大学
- 成城大学
- 東京学芸大学
- 東京都立大学
- 東京理科大学
- 法政大学
- 学習院大学
- 明治学院大学
- 立教大学
- 横浜国立大学
- 金沢星稜大学
- 名古屋大学
- 近畿大学
- 大阪市立大学
- 同志社大学
- 立命館大学
- 関西学院大学
- 県立広島大学
- 山口大学
- 九州大学
- 熊本大学
- 熊本県立大学
- 宮崎国際大学
- 琉球大学